# Киев-Товарный
Ки́ев-Това́рный — грузовая железнодорожная станция Киевского железнодорожного узла Юго-Западной железной дороги. Расположена в долине реки Лыбедь, в местности Протасов яр, возле улицы Фёдорова.
Станция расположена недалеко от железнодорожной платформы Протасов Яр, но немного в стороне от последней, и пассажирские составы через Киев-Товарный не проходят.
Товарная станция возникла вначале существования железной дороги в городе, однако долгое время была расположена рядом с железнодорожным вокзалом. В 1902 году началось сооружение новой товарной станции в двух километрах южнее вокзала Киев-Пассажирский, на специально обустроенной территории, с целью разделения грузового и пассажирского потоков (и до сих пор грузовое сообщение осуществляется не через вокзал, а по обводной ветке, через расположенные рядом с вокзалом Северные платформы). В 1907 году новая товарная станция была открыта. К этому времени были сооружены 2 грузовых парка, станция имела наипрогрессивнейшее техническое оснащение, автономную систему инженерных коммуникаций. Были сооружены более 10 основных и вспомогательных сооружений (здание конторы, пакгаузы, здания для работников и другие сооружения).
С момента открытия к настоящему времени сохранилось здание управления станцией (1907) и здания пакгаузов — длинных производственно-складских сооружений для сохранения и разгрузки грузов.

## Изображения

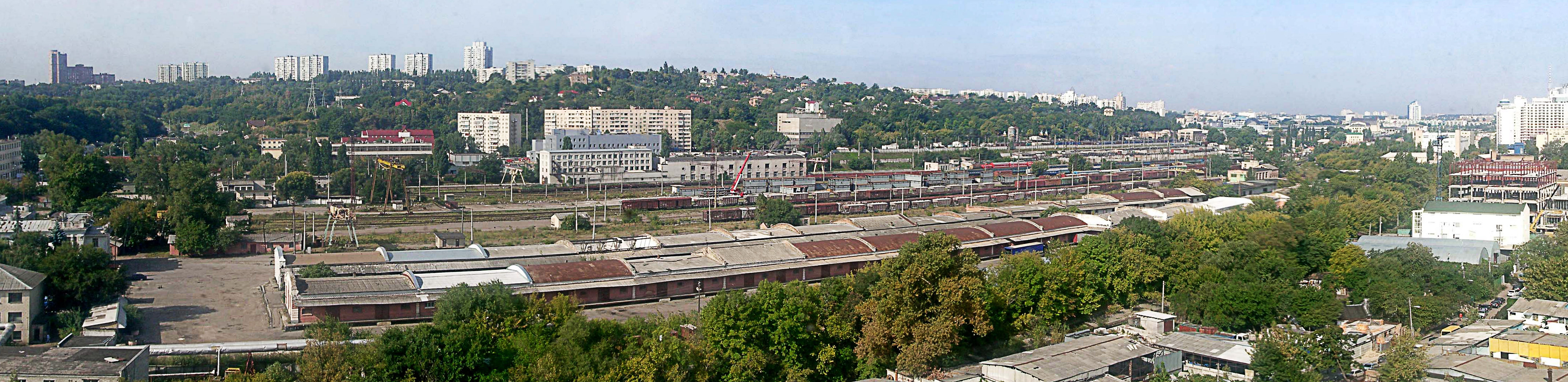
Панорама станции
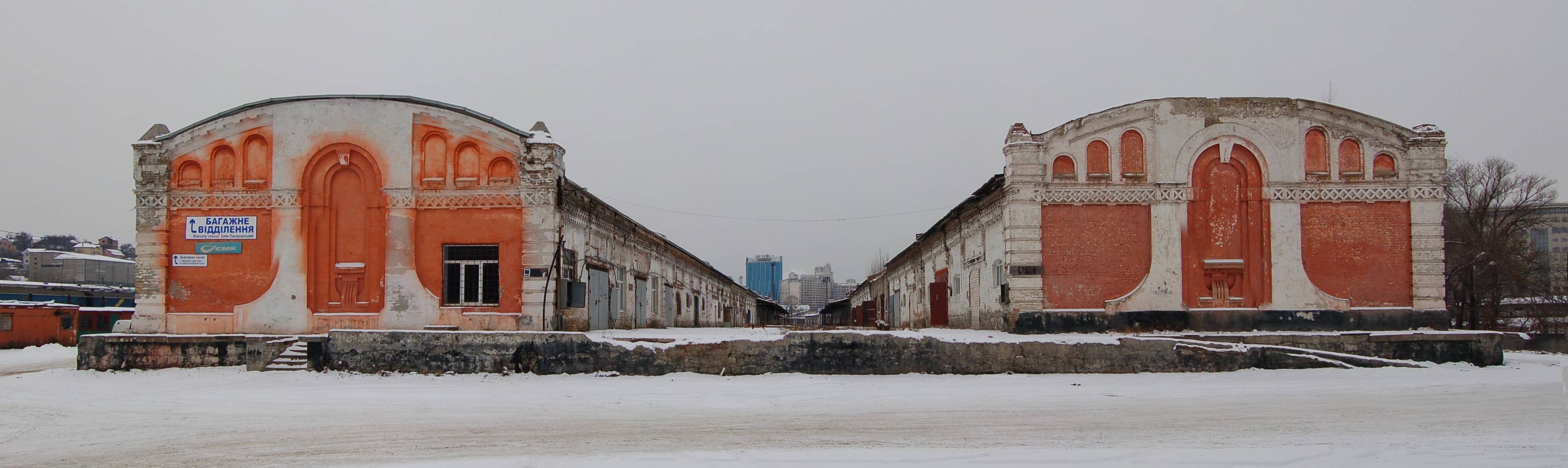
Пакгаузы станции
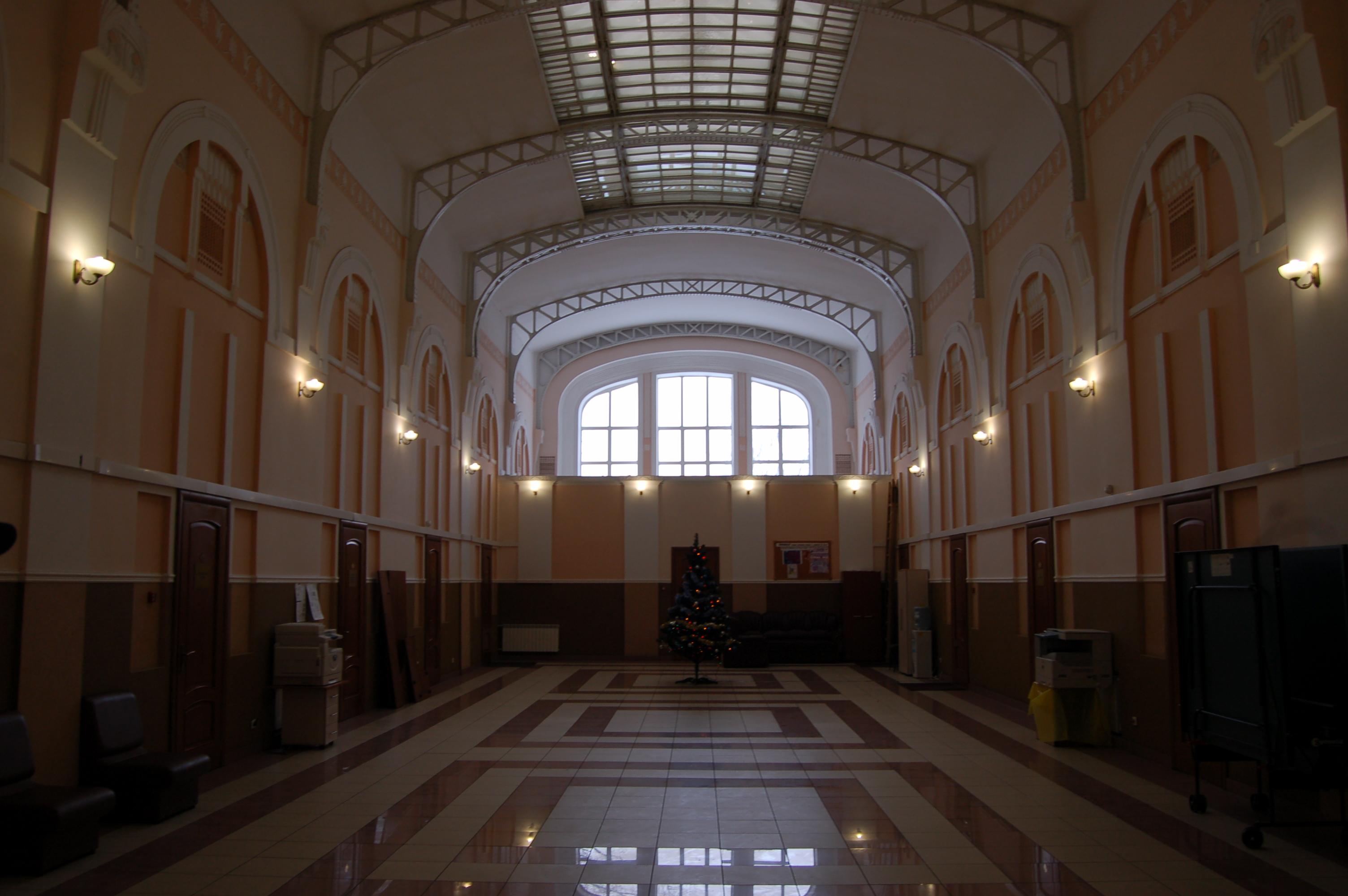
Интерьер товарной конторы
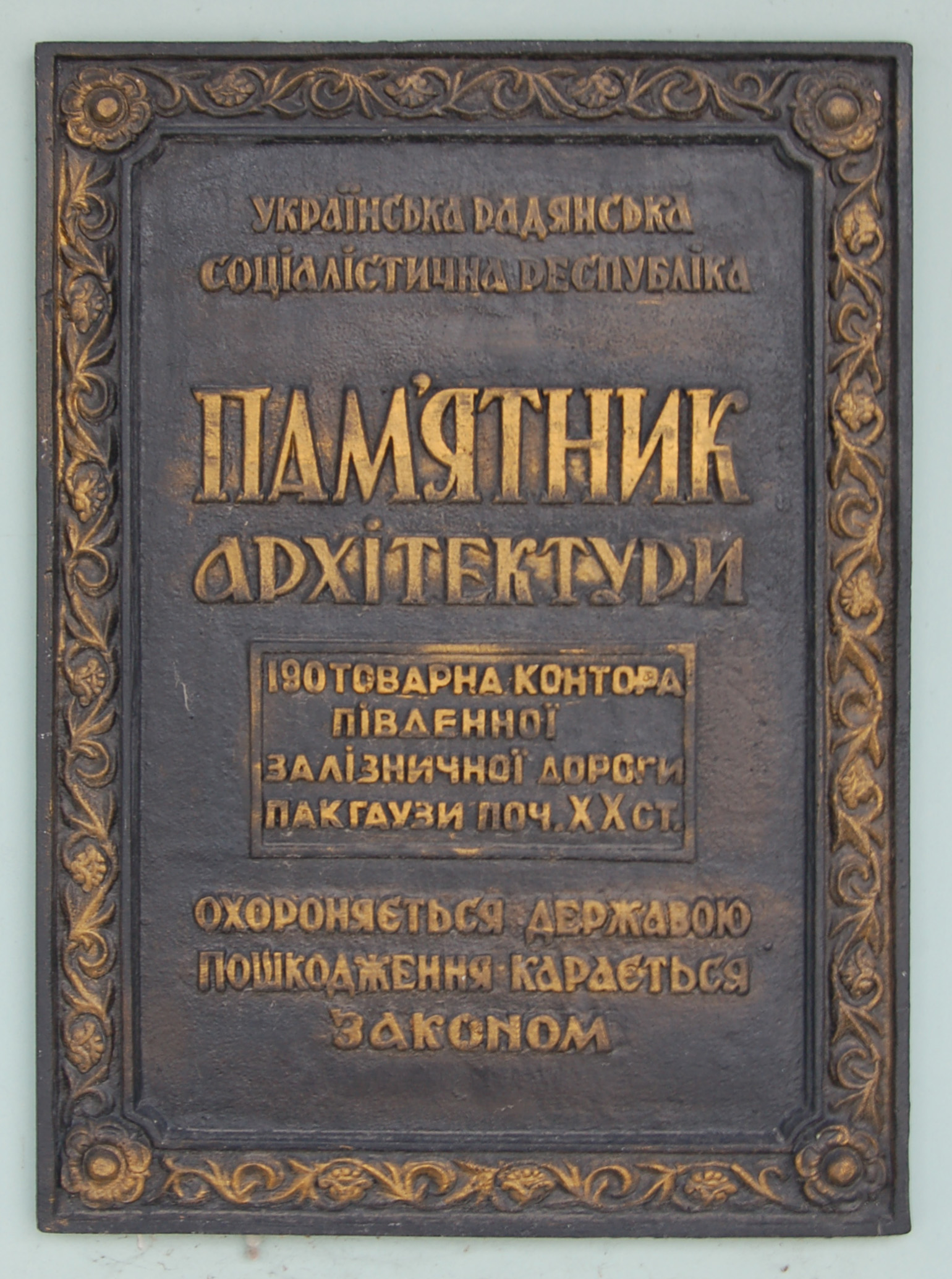
Памятная табличка на фасаде товарной конторы
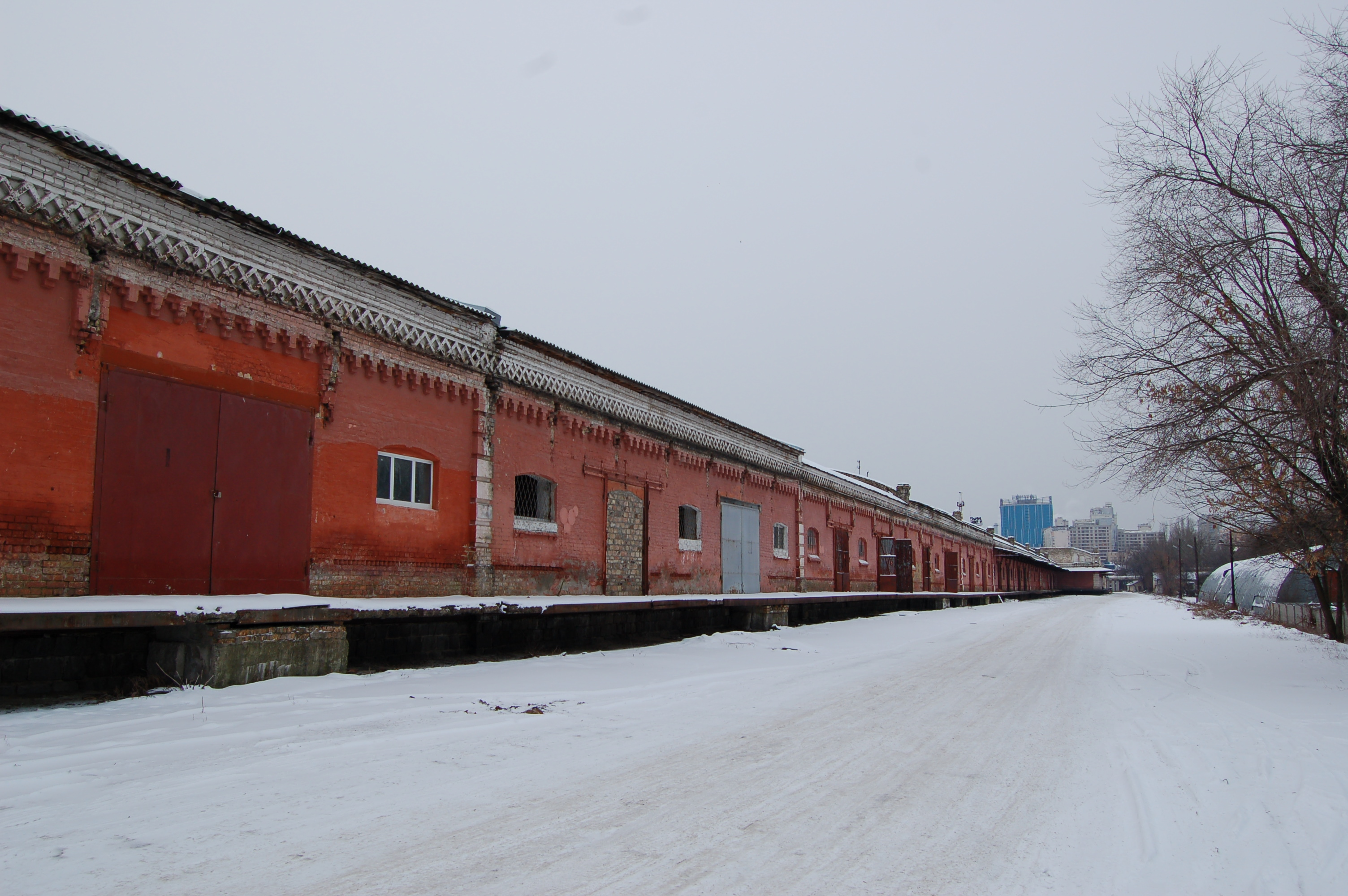
Пакгаузы станции